# 제2기 잉만 내각
제2기 잉그만 내각(핀란드어: Ingmanin toinen hallitus 잉그마닌 토이넨 할리투스[*])은 핀란드 공화국의 아홉 번째 내각이다.
1924년 5월 31일에서 1925년 3월 31일까지 성립했다. 국민연합당, 농업동맹, 국민진보당, 스웨덴인당의 4당이 1924년 의회선거를 치른 결과 성립된 내각이다. 총 305일간 유지되었다.
내각 성립 이후 초기 6개월간은 다수내각이었으나 그 이후 농업동맹이 연정에서 빠지자 소수여당내각이 되었다. 의회에서 선거법 관련 법안에 패배하자 4개월 이후 잉그만 내각은 총사퇴했다.
| 직책                                                     | 성명               | 재임기간                         | 정당 | 정당       |
| -------------------------------------------------------- | ------------------ | -------------------------------- | ---- | ---------- |
| 총리 Pääministeri                                        | 라우리 잉그만      | 1924년 5월 31일–1925년 3월 31일  |      | 국민연합당 |
| 외무장관 Ulkoasiainministeri                             | 햘마르 프로코페    | 1924년 5월 31일–1925년 3월 31일  |      | 스웨덴인당 |
| 법무장관 Oikeusministeri                                 | 알베르트 폰 헬렌스 | 1924년 5월 31일–1925년 3월 31일  |      | 국민진보당 |
| 방위장관 Puolustusministeri                              | 라우리 말름베르그  | 1924년 5월 31일–1925년 3월 31일  |      | 무소속     |
| 내무장관 Sisäasiainministeri                             | 군나르 사흘스테인  | 1924년 5월 31일–1925년 3월 31일  |      | 국민연합당 |
| 재무장관 Valtiovarainministeri                           | 위리외 풀키넨      | 1924년 5월 31일–1925년 3월 31일  |      | 국민연합당 |
| 교육장관 Opetusministeri                                 | 라우리 잉그만      | 1924년 5월 31일–1925년 3월 31일  |      | 국민연합당 |
| 교육장관보 Apulaisopetusministeri                        | 안티 쿠코넨        | 1924년 5월 31일–1924년 11월 21일 |      | 농업동맹   |
| 교육장관보 Apulaisopetusministeri                        | 오스카리 만테레    | 1924년 11월 21일–1925년 3월 31일 |      | 국민진보당 |
| 농무장관 Maatalousministeri                              | 얄로 라흐덴수오    | 1924년 5월 31일–1924년 11월 21일 |      | 농업동맹   |
| 농무장관 Maatalousministeri                              | 일마리 아우에르    | 1924년 11월 21일–1925년 3월 31일 |      | 농업동맹   |
| 농무장관보 Apulaismaatalousministeri                     | 일마리 아우에르    | 1924년 5월 31일–1924년 11월 21일 |      | 농업동맹   |
| 농무장관보 Apulaismaatalousministeri                     | 펙카 펜나넨        | 1924년 11월 21일–1925년 3월 31일 |      | 국민연합당 |
| 운수공공장관 Kulkulaitosten ja yleisten töiden ministeri | 에로 하흘          | 1924년 5월 31일–1924년 11월 21일 |      | 농업동맹   |
| 운수공공장관 Kulkulaitosten ja yleisten töiden ministeri | 롤프 비팅          | 1924년 11월 21일–1925년 3월 31일 |      | 스웨덴인당 |
| 상공장관 Kauppa- ja teollisuusministeri                  | 악셀 팔름그렌      | 1924년 5월 31일–1925년 3월 31일  |      | 스웨덴인당 |
| 사회장관 Sosiaaliministeri                               | 닐로 리악카        | 1924년 5월 31일–1924년 11월 21일 |      | 농업동맹   |
| 사회장관 Sosiaaliministeri                               | 라우리 포햘라      | 1924년 5월 31일–1925년 3월 31일  |      | 국민연합당 |